# Гюнікен
Гюнікен (нім. Hüniken) — громада  в Швейцарії в кантоні Золотурн, округ Вассерамт.

## Географія
Громада розташована на відстані близько 31 км на північний схід від Берна, 8 км на схід від Золотурна.
Гюнікен має площу 1 км², з яких на 6,9% дозволяється будівництво (житлове та будівництво доріг), 78,2% використовуються в сільськогосподарських цілях, 14,9% зайнято лісами, 0% не є продуктивними (річки, льодовики або гори).

## Демографія
2019 року в громаді мешкало 153 особи (+70% порівняно з 2010 роком), іноземців було 3,9%. Густота населення становила 150 осіб/км².
За віковим діапазоном населення розподілялося таким чином: 24,2% — особи молодші 20 років, 56,2% — особи у віці 20—64 років, 19,6% — особи у віці 65 років та старші. Було 61 помешкань (у середньому 2,5 особи в помешканні).